# Monete della lira italiana
Le monete della lira italiana, insieme alle banconote della lira italiana, furono uno strumento di pagamento utilizzato dall'introduzione della lira come valuta del Regno d'Italia, dopo l'emissione del decreto del 24 agosto 1862, fino all'entrata in vigore dell'euro il 1º gennaio 2002.

## Tipi di moneta durante il Regno d'Italia

### 1 lira
La moneta da 1 lira ebbe 7 versioni.

#### Prima versione
Questa moneta venne coniata nel 1861 e nel 1867.
Fino al 1863 il titolo dell'argento era di 900/1000; successivamente divenne di 835/1000.
Il peso era di 5 grammi, il diametro era di 23 millimetri e il bordo era liscio.
Dritto: La moneta riportava la dicitura Vittorio Emanuele II intorno alla testa nuda del re.
Sotto il collo compariva il nome dell'incisore della moneta, Giuseppe Ferraris.
Rovescio: La moneta riportava lo stemma sabaudo con corona e con il collare dell'Annunziata entro rami d'alloro.
Intorno comparivano la dicitura Regno d'Italia e il valore della moneta tra i marchi della zecca.

#### Seconda versione
Questa moneta venne coniata a partire dal 1863.
Anche questa moneta venne modellata e incisa da Giuseppe Ferraris.
Il titolo dell'argento era di 835/1000. 
Il peso era di 5 grammi, il diametro era di 23 millimetri e il bordo era liscio.
Dritto: la moneta presentava lo stesso dritto della versione precedente.
Rovescio: sul rovescio compariva il valore della moneta circondato dalla dicitura Regno d'Italia in alto e da rami di alloro legati con un fiocco in basso.

#### Terza versione
Questa moneta venne coniata nel 1883, fino al 1900.
Il peso era di 5 grammi, il diametro era di 23 millimetri e il bordo era liscio.
Dritto: la moneta riportava la testa nuda del  re con intorno la dicitura Umberto I re d'Italia. 
Comparivano inoltre il cognome dell'incisore Giuseppe Ferraris e l'anno di coniazione.
Rovescio: la moneta riportava lo stemma dei Savoia tra la dicitura che indica il valore della moneta, contornato da rami di alloro e quercia legati in basso da un fiocco. In alto era presente la stella d'Italia.

#### Quarta versione
Questa moneta venne coniata a partire dal 1901, fino al 1907; fu disegnata da Filippo Speranza.
Aveva un peso di 5 grammi, un diametro di 23 millimetri e presentava un bordo liscio dove compariva il motto Fert tra rosette e nodi di Savoia.
Dritto: la moneta riportava la dicitura Vittorio Emanuele III intorno alla testa nuda del re e il cognome dell'autore della moneta Filippo Speranza.
Rovescio: la moneta riportava la dicitura Regno d'Italia tra due nodi di Savoia intorno all'aquila sabauda e in esergo il cognome dell'incisore, Filippo Speranza.
In basso erano rappresentati il marchio di zecca R (Roma) tra due stelle, l'anno di coniazione e il valore.

#### Quinta versione
Questa moneta venne coniata a partire dal 1908, fino al 1913; fu modellata da Davide Calandra e incisa da Luigi Giorgi.
Successivamente fu coniata a partire dal 1915, fino al 1917 e incisa da Attilio Motti.
Aveva un peso di 5 grammi e aveva un diametro di 23 millimetri.
Il titolo dell'argento era di 835/1000.
Il bordo era liscio e presenta il motto Fert tra rosette e nodi di Savoia.
Dritto: la moneta presentava la dicitura Vittorio Emanuele III re d'Italia intorno al semibusto in uniforme del re. 
A destra compariva anche il cognome del modellista Davide Calandra.
Rovescio: la moneta presentava l'allegoria dell'Italia vestita con l'armatura, e con in mano un ramo di quercia, alla guida di una quadriglia di cavalli adornata da elementi floreali e araldici. 
Attorno al valore della moneta erano presenti due nodi di Savoia; a sinistra erano presenti il segno della zecca R (Roma) e il nome del modellista Davide Calandra e a destra il nome dell'incisore Luigi Giorgi.

#### Sesta versione
Questa moneta venne coniata a partire dal 1922, fino al 1935; venne modellata da Giuseppe Romagnoli e incisa da Attilio Motti.
Aveva un peso di 8 grammi e aveva un diametro di 26,5 millimetri.
Il bordo era rigato e la moneta era composta da nichel.
Diritto: la moneta presentava l'allegoria dell'Italia seduta rivolta a sinistra che tiene in mano un ramo d'alloro; dietro di lei era presente una vittoria alata e sullo sfondo compariva la dicitura Italia e l'anno di coniazione.
Rovescio: la moneta presentava lo stemma sabaudo coronato al fianco della dicitura Bvono da L.1.
In esergo era rappresentato il marchio R della zecca di Roma.
Tutto era contornato da una corona d'alloro.

#### Settima versione
Questa moneta venne coniata a partire dal 1936 con un diametro di 26,5 millimetri e composta da nichel (975/1000).
Dal 1939 al 1943 venne coniata in Acmonital con un diametro di 26,7 millimetri.
Questa moneta venne modellata da Giuseppe Romagnoli e incisa da Pietro Giampaoli.
Aveva un peso di 8 grammi e aveva il bordo rigato.
Diritto: la moneta riportava la testa di Vittorio Emanuele III circondata dalla scritta Vittorio Emanuele III re imp. 
In esergo compariva il nome del modellista Giuseppe Romagnoli.
Rovescio: la moneta presentava l'Aquila romana ad ali spiegate di fronte ad un fascio littorio, con attorno la scritta Italia.
In esergo a sinistra comparivano l'anno di coniazione e il marchio R della zecca di Roma; a destra compariva l'anno fascista in numeri romani e al centro era presente lo stemma sabaudo coronato tra il valore della lira.

### 2 lire
La moneta da 2 lire ebbe 11 versioni.

#### Prima versione
Questa moneta venne coniata a Torino e Napoli tra il 1861 e il 1863.
Dritto: la moneta presentava l'effigie di Vittorio Emanuele II volta a destra; intorno era presente la dicitura Vittorio Emanuele II e in basso si trovava la data di coniazione.
Sotto il collo del re era riportata la scritta Ferraris, cognome dell'incisore Giuseppe Ferraris.
Rovescio: la moneta presentava lo stemma sabaudo con la corona e con il collare dell'Annunziata entro rami d'alloro. 
In basso era presente l'indicazione del valore con a sinistra il segno della zecca e a destra la sigla BN (per Banca Nazionale) in incuso dentro un rettangolo; intorno era rappresentata la dicitura Regno d'Italia.

#### Seconda versione
Questa moneta venne coniata nel 1863 a Torino e Napoli.
Dritto: la moneta presentava lo stesso dritto della moneta precedente.
Rovescio: la moneta presentava in alto la dicitura regno d'Italia e in basso i rami d'alloro e il simbolo della zecca con accanto la sigla BN in incuso dentro un rettangolo.

#### Terza versione
Questa moneta fu coniata a Roma dal 1881 al 1899 e raffigurava Umberto I.
Dritto: la moneta presentava la testa nuda del re  volta a destra; intorno era presente la dicitura Umberto I re d'Italia e in basso compariva la data di coniazione.
Sotto al collo compariva Speranza, cognome dell'incisore Filippo Speranza. 
Rovescio: la moneta presentava lo stemma sabaudo coronato e il collare dell'Annunziata e intorno erano presenti rami di lauro e di quercia. Il valore era ai lati dello stemma. In basso era presente il segno di zecca.

#### Quarta versione
Questa moneta fu coniata nel 1890 e nel 1896 per l'Eritrea appena annessa. 
La moneta valeva anche 2/5 di tallero. 
Dritto: la moneta presentava il busto coronato del re volto a destra in uniforme. Intorno appariva la dicitura  Umberto I re d'Italia. 
Sotto il busto compariva la dicitura Speranza, cognome dell'incisore Filippo Speranza.
Rovescio: la moneta presentava il proprio valore in italiano, arabo e aramaico su tre righe sotto la stella italiana. 
Intorno compariva la scritta colonia Eritrea e, in basso, comparivano rami di alloro e il segno di zecca R (Roma).

#### Quinta versione
Questa moneta fu coniata con Vittorio Emanuele III a partire dal 1901, fino al 1907.
La moneta era in argento e rispondeva alle deliberazioni dell'Unione Monetaria Latina.
Dritto: la moneta presentava la testa nuda del re rivolta verso destra; intorno era presente la dicitura Vittorio Emanuele III. 
Sotto compariva il nome dell'incisore Filippo Speranza.
Rovescio: la moneta presentava un'aquila araldica coronata con scudo sabaudo sul petto. 
Intorno era presente la dicitura Regno d'Italia. 
Il valore era in basso ai lati del segno di zecca (Roma).

#### Sesta versione
Questa moneta fu coniata con Vittorio Emanuele III a partire dal 1908, fino al 1912.
La moneta era in argento e rispondeva alle deliberazioni dell'Unione Monetaria Latina.
Dritto: la moneta presentava la testa nuda del re in uniforme voltata verso destra; intorno la dicitura Vittorio Emanuele III re d'Italia. Sotto era presente il nome dell'autore Davide Calandra.
Rovescio: la moneta presentava una quadriga guidata di cavalli che si impennano. 
In esergo comparivano il nome dell'incisore Luigi Giorgi e il segno di zecca (R).

#### Settima versione
Questa moneta fu coniata con Vittorio Emanuele III a partire dal 1911.
La moneta era in argento e rispondeva alle deliberazioni dell'Unione Monetaria Latina.
Dritto: la moneta presentava la testa nuda del re volta a sinistra; intorno era presente la dicitura Vittorio Emanuele III re d'Italia. 
Sotto comparivano i nomi degli incisori Domenico Trentacoste e Luigi Giorgi.
Rovescio: la moneta presentava due figure allegoriche che simboleggiano l'Italia (figura femminile) e la città di Roma (la figura maschile era posta su di un piedistallo al cui lato si intravede un aratro). 
Sullo sfondo era presente la prora di una nave mercantile; a destra erano presenti le date 1861-1911 e a sinistra comparivano l'indicazione del valore e il segno di zecca (R).

#### Ottava versione
Questa moneta fu coniata con Vittorio Emanuele III a partire dal 1914, fino al 1917.
La moneta era in argento e rispondeva alle deliberazioni dell'Unione Monetaria Latina.
Dritto: la moneta presentava la testa nuda del re in uniforme rivolta verso destra; intorno era presente la dicitura Vittorio Emanuele III re d'Italia. 
Sotto compariva il nome dell'autore Davide Calandra
Rovescio: la moneta presentava una quadriga di cavalli che corrono. In esergo erano presenti i nomi degli autori Davide Calandra e Attilio Motti e il segno di zecca (R).

#### Nona versione
Questa moneta venne coniata dopo la prima guerra mondiale.
Aveva un diametro di 29 millimetri e pesava 10 grammi.
Dritto: la moneta presentava il fascio littorio a destra e il valore della moneta a sinistra.
In basso era presente il segno della zecca.
Rovescio: la moneta presentava il semibusto del re volto a destra in uniforme. 
Intorno era presente la dicitura Vittorio Emanuele III re d'Italia.

#### Decima versione
Questa moneta venne coniata nel 1936 in nichelio.
Dritto: la moneta presentava la testa nuda del re volta a destra e intorno era presente la dicitura VITT EM III RE E IMP. 
In basso compariva il nome dell'autore Giuseppe Romagnoli. 
Rovescio: la moneta raffigurava un'aquila con ali spiegate e il fascio tra gli artigli; intorno comparivano una corona di alloro e la scritta: Italia.
In basso era presente lo stemma sabaudo tra il valore della moneta; a destra erano presenti la data fascista e il segno di zecca. 
Aveva un diametro di 29,1 millimetri e aveva un peso di 10 grammi.

#### Undicesima versione
Questa moneta venne coniata a partire dal 1939 in lega di acmonital-nichelio (una lega poco ferromagnetica) a causa delle leggi autarchiche imposte dal governo fascista; successivamente venne coniata in solo acmonital (una lega ferromagnetica).

### 5 lire
La moneta da 5 lire ebbe 10 versioni.

#### Prima versione
Questa moneta fu coniata a partire dal 1861.
Il titolo era di argento 900/1000, il diametro era di 37 millimetri, il peso era di 25 grammi.
Il contorno era contraddistinto dal motto FERT in incuso tra nodi e rosette.
Dritto: la moneta presentava la testa nuda del re volto a destra ed intorno la dicitura Vittorio Emanuele II re d' Italia.
Sotto il collo era presente il nome dell'incisore Luigi Gori e nel basso compariva un monte con sei cime.
Rovescio: la moneta presentava lo stemma di Savoia coronato e fregiato del Collare dell'Annunziata, il tutto entro due rami d'alloro; attorno, in alto, era rappresentato il valore della moneta e nel basso la dicitura FIRENZE e MARZO 1861. 
Il titolo era di argento 900/1000, il diametro era di 37 millimetri, il peso era di 25 grammi ed il contorno era contraddistinto dal motto FERT in incuso tra nodi e rosette.

#### Seconda versione
Questa moneta venne coniata a partire dal 1861, fino al 1878.
Il titolo era di argento 900/1000, il diametro era di 37 millimetri, il peso era di 25 grammi.
Il contorno era contraddistinto dal mottoFERT in incuso tra nodi e rosette.
Dritto: la moneta presentava la testa nuda del re volto a destra ed intorno la dicitura Vittorio Emanuele II. 
Sotto il collo era presente il nome dell'incisore Giuseppe Ferraris.
Rovescio: la moneta presentava lo stemma di Savoia coronato e fregiato del Collare dell'Annunziata, il tutto entro due rami d'alloro; attorno compariva la dicitura Regno d'Italia e nel basso era presente il valore della moneta tra il segno della zecca ed il monogramma della Banca d'Italia.

#### Terza versione
Questa moneta fu coniata a partire dal 1863, fino al 1865 con Vittorio Emanuele II.
Queste monete furono coniate a Torino.
Il titolo era di oro 900/1000, il diametro era di 17 millimetri, il peso era di 1,61 grammi ed il contorno era rigato.
Dritto: la moneta presentava la testa nuda del re volto a sinistra ed intorno la dicitura Vittorio Emanuele II. 
Sotto il collo era presente il nome dell'incisore Giuseppe Ferraris.
Rovescio: la moneta presentava lo stemma di Savoia coronato e fregiato del Collare dell'Annunziata, il tutto entro due rami d'alloro; attorno compariva la dicitura Regno d'Italia e nel basso il valore, tra il segno della zecca ed il monogramma della Banca Nazionale. 
Queste monete furono coniate a Torino.
Il titolo era di oro 900/1000, il diametro era di 17 millimetri, il peso era di 1,61 grammi ed il contorno era rigato.

#### Quarta versione
Questa moneta fu coniata a partire dal 1878 con Umberto I.
Queste monete furono definite "testa piccola" in quanto la testa del re non tocca il bordo superiore del contorno della moneta.
Il titolo era di argento 900/1000, il diametro era di 37 millimetri, il peso era di 25 grammi ed il contorno era contraddistinto dal motto 'FERT' in incuso tra nodi e rosette.
Dritto: la moneta presentava la testa nuda del re volto a destra, intorno la dicitura  Umberto I re d' Italia. 
Sotto il collo era presente il nome dell'incisore Filippo Speranza.
Rovescio: la moneta presentava lo stemma dei Savoia coronato e fregiato del Collare dell'Annunziata, il tutto entro due dei rami d'alloro; in alto compariva la stella d'Italia e nel basso, a destra, era presente il segno della zecca di Roma.

#### Quinta versione
Questa moneta venne coniata a Roma nel 1879. 
Tali monete sono definite "testa grande" in quanto la testa del re arriva quasi a toccare il bordo superiore del contorno della moneta.
Il titolo è di argento 900/1000, il diametro è di 37 millimetri, il peso è di 25 grammi ed il contorno è contraddistinto dal motto FERT in incuso tra nodi e rosette.
Dritto: la moneta presentava la testa nuda re volto a destra; intorno era presente la dicitura Umberto I re d'Italia. Sotto il collo compariva il nome dell'incisore Filippo Speranza.
Rovescio: la moneta presentava lo stemma di Savoia coronato e fregiato del Collare dell'Annunziata, il tutto entro due rami d'alloro; in alto era presente la stella d'Italia e nel basso, a destra, il segno di zecca.

#### Sesta versione
Questa moneta fu coniata a partire dal 1901 a Roma.
Vennero coniati solo 114 esemplari che vengono oggi considerati delle prove in quanto non ne venne mai autorizzata la circolazione.
Il titolo era di argento 900/1000, il diametro era di 37 millimetri, il peso era di 25 grammi ed il contorno era contraddistinto dal motto FERT in incuso tra nodi e rosette.
Diritto: la moneta presentava la testa nuda del re volta a destra; intorno era presente la dicitura Vittorio Emanuele III. 
Sotto il collo del re compariva il nome dell'incisore Filippo Speranza.
Rovescio: la moneta presentava un'aquila araldica spiegata e coronata, con lo scudo sabaudo nel petto; in alto, fra due nodi, compariva la scritta regno d'Italia e nel basso era presente il segno di zecca con il valore a sinistra e la data a destra.

#### Settima versione
Questa moneta fu coniata a partire dal 1911.
Queste monete furono coniate a Roma nel 1911 per celebrare il cinquantenario dell'Unità d'Italia.
Il titolo era di argento 900/1000, il diametro era di 37 millimetri, il peso era di 25 grammi ed il contorno era contraddistinto dal motto FERT in incuso tra nodi e rosette.
Diritto: la moneta presentava la testa nuda del re  volto a sinistra, intorno compariva la dicitura Vittorio Emanuele III re d'Italia.
Sotto il collo del re era presente il nome dell'autore, Domenico Trentacoste e dell'incisore Luigi Giorgi. 
Rovescio: la moneta presentava due figure rappresentanti l'Italia e Roma con nello sfondo una nave da guerra, la cui prora è ornata con festoni e con lo scudo sabaudo; a sinistra si trovava un aratro infiorato con al disopra le date 1861-1911 e a destra comparivano il valore della moneta con sotto il segno di zecca.

#### Ottava versione
Questa moneta venne coniata a Roma nel 1914 sebbene alcune prove molto rare vennero coniate nel 1913. 
Questa moneta è considerata la più bella della monetazione italiana.
Il titolo era di argento 900/1000, il diametro era di 37 millimetri, il peso era di 25 grammi ed il contorno era contraddistinto dal motto FERT in incuso tra nodi e stellette.
Diritto: la moneta presentava il semibusto in uniforme e la testa nuda del re volto a destra ed intorno la dicitura Vittorio Emanuele III re d'Italia. 
Sotto il Busto del re era presente il nome dell'incisore Davide Calandra.
Rovescio: la moneta presentava l'allegoria dell'Italia su una quadriga di cavalli ornata con fiori e aveva uno scudo nella mano sinistra e un ramo d'ulivo nella destra.
Sotto le zampe dei cavalli compariva la data di coniazione e sulla linea dell'esergo erano presenti i nomi degli autori Davide Calandra e Attilio Motti.
Nell'esergo comparivano il valore della moneta e due nodi tra il segno di zecca e la stella d'Italia.

#### Nona versione
Questa fu la prima moneta ad essere coniata nel nuovo peso eroso dall'inflazione bellica, dopo che le precedenti monete erano state tesaurizzate.
Queste monete furono coniate a Roma dal 1926 al 1930 con successive coniazioni per i collezionisti dal 1931 al 1935.
Il titolo era di argento 835/1000, il diametro era di 23 millimetri, il peso era di 5 grammi ed il contorno era contraddistinto dal motto FERT in incuso tra nodi e rosette.
Dritto: la moneta presentava la testa nuda del re volto a sinistra ed intorno la dicitura  Vittorio Emanuele III re d'Italia. 
Nel basso i nomi dell'autore Giuseppe Romagnoli e dell'incisore Attilio Motti.
Rovescio: la moneta presentava un'aquila spiegata di prospetto, su un fascio messo orizzontalmente; a sinistra, in due righe, erano presenti il segno di zecca e la data di coniazione; nell'esergo compariva il valore.

#### Decima versione
Questa moneta venne coniata a Roma dal 1936 al 1937 con successive coniazioni per i collezionisti dal 1938 al 1941.
Queste monete vennero coniate per la celebrazione dell'Impero.
Dritto: la moneta presentava la testa nuda del re volto a sinistra ed intorno la dicitura VITT·EM·III·RE·E·IMP·
Rovescio: la moneta presentava l'allegria della fecondità con bambini seduta tra lo stemma sabaudo coronato e la data di coniazione.
Attorno compariva la scritta Italia e, nell'esergo, il valore della moneta tra il segno di zecca e il nome dell'autore Giuseppe Romagnoli.

## Tipi di moneta durante la Repubblica Sociale Italiana

### 20 centesimi
La moneta da 20 centesimi ebbe una versione.

#### Prima versione
Questa moneta venne coniata nel breve periodo della Repubblica Sociale Italiana
Queste monete furono coniate ad Aosta con i macchinari e conii della zecca di Roma e di conseguenza risultano indistinguibili da quelle coniate a Roma con lo stesso millesimo.
Aveva un peso di 4 grammi, aveva un diametro di 21,7 millimetri e il bordo era rigato. 
Dritto: la moneta presentava il profilo di una donna con un fascio littorio, lungo il bordo a destra la legenda ITALIA, in basso il valore, il segno di zecca e l'anno sia del calendario gregoriano che di quello dell'era fascista.
Rovescio: la moneta presentava la testa del re a sinistra, intorno la dicitura VITT·EM·III·RE·E·IMP· In basso lungo al bordo il nome dell'autore G. ROMAGNOLI.

## Tipi di moneta durante la Repubblica italiana

### 1 lira
La moneta da 1 lira ebbe due versioni.

#### Prima versione
Questa moneta venne coniata a partire dal 1946, fino al 1950.
Aveva un peso di 1,25 grammi, aveva un diametro di 21,6 millimetri e il bordo era liscio.
Dritto: la moneta presentava la dicitura Repvbblica italiana e la testa di Cerere che, nella religione romana rappresentava una divinità materna della terra e della fertilità.
Rovescio: la moneta presentava un'arancia, il valore della moneta e l'anno d'emissione.

#### Seconda versione
Questa moneta venne coniata a partire dal 1951, fino al 1959.
Aveva un peso di 0,625 grammi, il diametro era di 17,2 millimetri e il bordo era liscio.
Dritto: questa moneta mostrava la dicitura Repvbblica italiana e il simbolo di una bilancia a piatti.
Rovescio: la moneta presenta una cornucopia e venivano indicati valore e anno di emissione.

### 2 lire
La moneta da 2 lire ebbe due versioni.

#### Prima versione
Questa moneta venne coniata a partire dal 1946, fino al 1950.
Aveva un peso di 1,75 grammi, aveva un diametro di 24,1 millimetri e il bordo era liscio. 
Dritto: la moneta presentava la dicitura Repvbblica italiana e un contadino con l'aratro.
Rovescio: la moneta presentava una spiga di grano, il valore e l'anno di emissione.

#### Seconda versione
Questa moneta venne coniata a partire dal 1953, fino al 1959.
Aveva un peso di 0,8 grammi, aveva un diametro di 18,3 millimetri e il bordo era rigato. 
Dritto: la moneta presentava la dicitura Repvbblica italiana e un'ape.
Rovescio: la moneta presentava un ramo d'ulivo, il valore e l'anno di emissione.

### 5 lire
La moneta da 5 lire ebbe due versioni.

#### Prima versione
Questa moneta venne coniata a partire dal 1946, fino al 1950.
Aveva un peso di 2,5 grammi, aveva un diametro di 26,7 millimetri e il bordo era rigato. 
Dritto: la moneta riportava la dicitura Repvbblica italiana e il volto della Libertà.
Rovescio: la moneta presentava un grappolo d'uva, il valore e l'anno di emissione.

#### Seconda versione
Questa moneta venne coniata a partire dal 1951, fino al 1998.
Aveva un peso di 1 grammo, aveva un diametro di 20,3 millimetri e il bordo era liscio. 
Dritto: la moneta riportava la dicitura Repvbblica italiana e il timone di una nave.
Rovescio: la moneta presentava un delfino, il valore e l'anno di emissione.

### 10 lire
La moneta da 10 lire ebbe due versioni.

#### Prima versione
Questa moneta venne coniata a partire dal 1946, fino al 1950.
Aveva un peso di 3 grammi e aveva un diametro di 29 millimetri. 
Dritto: la moneta riportava la dicitura Repvbblica italiana e Pegaso.
Rovescio: la moneta riportava un ramo d'ulivo, il valore e l'anno di emissione.

#### Seconda versione
Questa moneta venne coniata a partire dal 1951, fino al 1999.
Aveva un peso di 1,6 grammi, aveva un diametro di 23,3 millimetri e il bordo era liscio. 
Dritto: la moneta riportava la dicitura Repvbblica italiana, un aratro e l'anno di emissione
Rovescio: la moneta presentava due spighe di grano e il valore.

### 20 lire
La moneta da 20 lire ebbe due versioni.

#### Prima versione
Questa moneta venne coniata a partire dal 1957, fino al 1959.
Aveva un peso di 3,6 grammi, aveva un diametro di 21,3 millimetri e il bordo era rigato. 
Dritto: la moneta presentava la dicitura Repvbblica italiana e una testa coronata di spighe.
Rovescio: la moneta presentava un ramo di quercia, il valore e l'anno di emissione. 

#### Seconda versione
Questa moneta venne coniata a partire dal 1969, fino al 1999.
Aveva un peso di 3,6 grammi, aveva un diametro di 21,3 millimetri e il bordo era liscio. 
Dritto: la moneta riportava la dicitura Repvbblica italiana e una testa coronata di spighe.
Rovescio: la moneta presentava un ramo di quercia, il valore e l'anno di emissione.

### 50 lire
La moneta da 50 lire ebbe tre versioni.

#### Prima versione
Questa moneta venne coniata a partire dal 1954, fino al 1989.
Aveva un peso di 6,25 grammi,aveva un diametro di 24,8 millimetri e il bordo era liscio.
Dritto: la moneta presentava la dicitura Repvbblica italiana e una testa coronata di quercia.
Rovescio: la moneta presentava un Vulcano all'incudine, il valore e l'anno di emissione.

#### Seconda versione
Questa moneta venne coniata a partire dal 1990, fino al 1995.
Aveva un peso di 2,7 grammi, aveva un diametro di 16,55 millimetri e il bordo era liscio. 
Dritto: la moneta presentava la dicitura Repvbblica italiana e una testa coronata di quercia.
Rovescio: la moneta presentava lo stesso rovescio della versione precedente.

#### Terza versione
Questa moneta venne coniata a partire dal 1996, fino al 1999.
Aveva un peso di 4,5 grammi, aveva un diametro di 19,2 millimetri e il bordo era liscio. 
Dritto: la moneta presentava la dicitura Repvbblica italiana e la testa dell'Italia turrita, personificazione dell'Italia nell'aspetto di una giovane donna con il capo cinto da una corona muraria completata da torri.
Rovescio: la moneta presentava corona arborea, il valore e l'anno di emissione.

### 100 lire
La moneta da 100 lire ebbe tre versioni.

#### Prima versione
Questa moneta venne coniata a partire dal 1955, fino al 1989.
Aveva un peso di 8 grammi, aveva un diametro di 27,8 millimetri e il bordo era liscio.
Dritto: la moneta presentava la dicitura Repvbblica italiana e una testa laureata.
Rovescio: la moneta presentava Minerva, un albero di alloro, il valore e l'anno di emissione.

#### Seconda versione
Questa moneta venne coniata a partire dal 1990, fino al 1992.
Aveva un peso di 3,3 grammi, aveva un diametro di 18,3 millimetri e il bordo era liscio. 
Dritto: la moneta presentava lo stesso dritto della versione precedente.
Rovescio: la moneta presentava lo stesso rovescio della versione precedente.

#### Terza versione
Questa moneta venne coniata a partire dal 1996, fino al 1999.
Aveva un peso di 4,5 grammi, aveva un diametro di 19,2 millimetri e il bordo era liscio. 
Dritto: la moneta presentava la dicitura Repvbblica italiana e la testa dell'Italia turrita, personificazione dell'Italia nell'aspetto di una giovane donna con il capo cinto da una corona muraria completata da torri.
Rovescio: la moneta presentava una corona arborea, il valore e l'anno di emissione.

### 200 lire
Le monete da 200 lire ebbero una sola versione.
Prima versione:
Questa moneta venne coniata a partire dal 1977, fino al 1998.
Aveva un peso di 5 grammi, aveva un diametro di 24 millimetri e il bordo era rigato.
Dritto: la moneta riportava la dicitura Repvbblica italiana e una testa femminile.
Rovescio: la moneta portava il valore al centro di una ruota dentata e l'anno di emissione.

### 500 lire
La moneta da 500 lire ebbe due versioni.

#### Prima versione
Questa moneta venne coniata a partire dal 1958, fino al 1967.
Aveva un peso di 11 grammi, aveva un diametro di 29,5 millimetri e sul bordo compariva la dicitura Repvbblica italiana, seguita dall'anno in rilievo.
Dritto: la moneta presentava un busto femminile contornato da 19 stemmi di città e regioni.
Rovescio: la moneta presentava le tre caravelle e la dicitura Repvbblica italiana.

#### Seconda versione
Questa moneta venne coniata a partire dal 1982, fino al 1995. Aveva un peso di 6,8 grammi, aveva un diametro di 25,8 millimetri e il bordo era rigato discontinuo. 
Dritto: la moneta presentava la dicitura Repvbblica italiana e la testa alata delle Repubblica.
Rovescio: la moneta presentava il Palazzo del Quirinale, il valore e l'anno di emissione.

### 1000 lire
La moneta da 1000 lire ebbe due versioni.

#### Prima versione
Questa moneta venne coniata solo nel 1997. Aveva un peso di 8,8 grammi, aveva un diametro di 27 millimetri e il bordo era rigato discontinuo.
Dritto: la moneta riportava la dicitura Repvbblica italiana e la testa dell'Italia turrita.
Rovescio: la moneta riportava alcuni errori nella cartina dell'Europa, il valore e l'anno di emissione.

#### Seconda versione
Questa moneta venne coniata a partire dal 1997, fino al 1998. Aveva un peso di 8,8 grammi, aveva un diametro di 27 millimetri e il bordo era rigato discontinuo. 
Dritto: la moneta presentava la dicitura Repvbblica italiana e la testa dell'Italia turrita.
Rovescio: la moneta presentava la cartina dell'Europa, il valore e l'anno di emissione.

## Tabella delle monete della Repubblica
| Emissioni regolari | Emissioni regolari | Emissioni regolari | Emissioni regolari | Emissioni regolari | Emissioni regolari    | Emissioni regolari                               | Emissioni regolari                                         | Emissioni regolari                                            | Emissioni regolari | Emissioni regolari | Emissioni regolari |
| Immagine           | Immagine           | Valore             | Parametri tecnici  | Parametri tecnici  | Parametri tecnici     | Descrizione                                      | Descrizione                                                | Descrizione                                                   | Anno di conio      | Anno di conio      | Anno di conio      |
| Diritto            | Rovescio           | Valore             | Peso               | Diametro           | Composizione          | Bordo                                            | Diritto                                                    | Rovescio                                                      | inizio             | fine               | ritiro             |
| ------------------ | ------------------ | ------------------ | ------------------ | ------------------ | --------------------- | ------------------------------------------------ | ---------------------------------------------------------- | ------------------------------------------------------------- | ------------------ | ------------------ | ------------------ |
|                    |                    | 1 L.               | 1,25 g             | 21,6 mm            | Italma                | liscio                                           | repvbblica italiana, testa di Cerere                       | Arancia, valore, anno                                         | 1946               | 1950               | 1954               |
|                    |                    | 1 L.               | 0,625 g            | 17,2 mm            | Italma                | liscio                                           | repvbblica • italiana - ,bilancia a piatti                 | Cornucopia, valore, anno                                      | 1951               | 1959               | 2002               |
|                    |                    | 2 L.               | 1,75 g             | 24,1 mm            | Italma                | liscio                                           | repvbblica italiana, contadino con aratro                  | Spiga di grano, valore, anno                                  | 1946               | 1950               | 1954               |
|                    |                    | 2 L.               | 0,8 g              | 18,3 mm            | Italma                | rigato                                           | repvbblica • italiana - , ape                              | Ramo d'ulivo, valore, anno                                    | 1953               | 1959               | 2002               |
|                    |                    | 5 L.               | 2,5 g              | 26,7 mm            | Italma                | rigato                                           | repvbblica italiana, volto della Libertà                   | Grappolo d'uva, valore, anno                                  | 1946               | 1950               | 1954               |
|                    |                    | 5 L.               | 1 g                | 20,3 mm            | Italma                | liscio                                           | repvbblica • italiana - , timone di nave                   | Delfino, valore anno                                          | 1951               | 1998               | 2002               |
|                    |                    | 10 L.              | 3 g                | 29 mm              | Italma                | repvbblica italiana, in incuso                   | repvbblica italiana, pegaso                                | Ramo d'ulivo, valore, anno                                    | 1946               | 1950               | 1954               |
|                    |                    | 10 L.              | 1,6 g              | 23,3 mm            | Italma                | liscio                                           | repvbblica italiana, aratro, anno                          | Due spighe di grano, valore                                   | 1951               | 1999               | 2002               |
|                    |                    | 20 L.              | 3,6 g              | 21,3 mm            | Bronzital             | rigato                                           | repvbblica italiana, testa coronata di spighe              | Ramo di quercia, valore, anno                                 | 1957               | 1959               | 2002               |
| liscio             | 1969               | 20 L.              | 3,6 g              | 21,3 mm            | Bronzital             | 1999                                             | repvbblica italiana, testa coronata di spighe              | Ramo di quercia, valore, anno                                 |                    |                    | 2002               |
|                    |                    | 50 L.              | 6,25 g             | 24,8 mm            | Acmonital             | liscio                                           | repvbblica italiana, testa coronata di quercia             | Vulcano all'incudine, valore, anno                            | 1954               | 1989               | 2002               |
|                    |                    | 50 L.              | 2,7 g              | 16,55 mm           | Acmonital             | liscio                                           | repvbblica italiana, testa coronata di quercia             | Vulcano all'incudine, valore, anno                            | 1990               | 1995               | 2002               |
|                    |                    | 50 L.              | 4,5 g              | 19,2 mm            | Cupronichel           | liscio                                           | repvbblica italiana, testa Italia turrita                  | Corona arborea, valore, anno                                  | 1996               | 1999               | 2002               |
|                    |                    | 100 L.             | 8 g                | 27,8 mm            | Acmonital             | liscio                                           | repvbblica italiana, testa lureata                         | Minerva, albero di alloro, valore, anno                       | 1955               | 1989               | 2002               |
|                    |                    | 100 L.             | 3,3 g              | 18,3 mm            | Acmonital             | liscio                                           | repvbblica italiana, testa lureata                         | Minerva, albero di alloro, valore, anno                       | 1990               | 1992               | 2002               |
|                    |                    | 100 L.             | 4,5 g              | 22 mm              | Cupronichel           | rigato discontinuo                               | repvbblica italiana, testa Italia turrita                  | Gabbiano, spiga di grano, delfino, ramo d'ulivo, valore, anno | 1993               | 1999               | 2002               |
|                    |                    | 200 L.             | 5 g                | 24 mm              | Bronzital             | rigato                                           | repvbblica italiana, testa femminile                       | 200 lire, al centro della ruota dentata, anno                 | 1977               | 1998               | 2002               |
|                    |                    | 500 L.             | 11 g               | 29,5 mm            | Argento 835‰          | repvbblica italiana seguita dall'anno in rilievo | Busto femminile contornato da 19 stemmi di città e regioni | repvbblica italiana, tre caravelle                            | 1958               | 1967               | 1967               |
|                    |                    | 500 L.             | 6,8 g              | 25,8 mm            | Acmonital Bronzital   | rigato discontinuo                               | repvbblica italiana, testa alata della Repubblica          | Quirinale, valore, anno                                       | 1982               | 1995               | 2002               |
|                    |                    | 1 000 L.           | 8,8 g              | 27 mm              | Bronzital Cupronichel | rigato discontinuo                               | repvbblica italiana, testa Italia turrita                  | Cartina dell'Europa Germania divisa, valore, anno             | 1997               | 1997               | 2002               |
|                    |                    | 1 000 L.           | 8,8 g              | 27 mm              | Bronzital Cupronichel | rigato discontinuo                               | repvbblica italiana, testa Italia turrita                  | Cartina dell'Europa, valore, anno                             | 1997               | 1998               | 2002               |